# 小笠原信一
小笠原 信一（おがさわら しんいち）は、日本の実業家。大塚製薬工場代表取締役社長、代表取締役会長を歴任。

## 来歴
北海道出身。1978年帯広畜産大学大学院修了、大塚製薬工場入社。2005年、大塚製薬工場常務執行役員。2012年、大塚製薬工場常務取締役。2014年、大塚製薬工場代表取締役社長。平成27年度文部科学大臣発明奨励賞実施功績賞受賞。「血液を工場で作る ～iPS細胞を応用した再生医療の産業化を目指して～」により、2019年度日本オープンイノベーション大賞科学技術政策担当大臣賞受賞。2020年には徳島大学に大塚製薬工場から多額の寄付がなされたことを受け、同大の野地澄晴学長から紺綬褒章の伝達がなされた。